# Aktionsgemeinschaft Dienst für den Frieden
Die Aktionsgemeinschaft Dienst für den Frieden (AGDF) ist ein Zusammenschluss von 34 Institutionen, die mit unterschiedlichen Schwerpunkten und Arbeitsprogrammen im In- und Ausland Friedensarbeit leisten. Das Leitbild der AGDF ist der biblische Friedensbegriff, wie er im „Konziliaren Prozess für Gerechtigkeit, Frieden und Bewahrung der Schöpfung“ aufgegriffen wird. Es gibt allerdings auch einige Mitgliedsorganisationen, deren Einsatz für Frieden von der Tradition der Menschenrechte hergeleitet ist. Die AGDF sieht diese beiden Linien als sich gegenseitig korrigierend und befruchtend an. Die AGDF arbeitet eng mit der evangelischen Kirche in Deutschland (EKD) zusammen, betont dabei aber ihre strukturelle Eigenständigkeit.

## Geschichte
Die AGDF wurde 1968 auf Betreiben von (Johann-)Wolfgang von Eichborn gegründet, der bis 1977 den Vorsitz führte. Im Juni 1981 rief die AGDF mit der Aktion Sühnezeichen Friedensdienste am Rande des 19. Deutschen Evangelischen Kirchentages in Hamburg für den 10. Oktober 1981 zur Friedensdemonstration im Bonner Hofgarten 1981 auf.
Im September 1985 publizierte die AGDF zusammen mit der Aktion Sühnezeichen Friedensdienste auf dem 21. Deutschen Evangelischen Kirchentag in Düsseldorf die fünf Düsseldorfer Friedensthesen gegen militärische Abschreckungspotentiale, für eine gerechtere Verteilung des Reichtums auf der Welt, für eine Verweigerung des Kriegsdienstes, für Gewaltfreiheit.
Inzwischen hat die AGDF das Logo der DDR-Friedensbewegung „Schwerter zu Pflugscharen“ als eingetragene Marke schützen lassen und geht gegen nicht lizenzierte Verwendung mit anwaltlichen Abmahnungen vor. Zuvor (2005) wurde die Eintragung vom DPMA noch wegen fehlender Unterscheidungskraft abgelehnt.

## Struktur
Die AGDF hat drei thematische Fachbereiche:
- Fachbereich I: Lokale und Regionale Friedensarbeit.
- (Fachbereich II:) Qualifizierungsverbund für zivile, gewaltfreie Konfliktbearbeitung
- Fachbereich III: Dienste (mehrmonatige Freiwilligeneinsätze im Ausland, Entsendung von Friedensfachkräften zu ziviler Konfliktbearbeitung)

## Vernetzung
Die AGDF ist selbst wiederum Mitglied in verschiedenen nationalen wie internationalen Organisationen, unter anderem:
- Arbeitskreis „Lernen und Helfen in Übersee“ (AKLHÜ)
- Association of Voluntary Service Organisations
- Bundesnetzwerk Bürgerschaftliches Engagement
- Coordinating Committee for International Voluntary Services bei der UNESCO
- Deutsche Evangelische Arbeitsgemeinschaft für Erwachsenenbildung
- Diakonisches Werk der EKD
- Erlassjahr.de
- Evangelische Arbeitsgemeinschaft für Kriegsdienstverweigerung und Frieden
- Forum Menschenrechte
- Kooperation für den Frieden
- Netzwerk Friedenskooperative
- Plattform Zivile Konfliktbearbeitung
- Trägerkonferenz der internationalen Jugendgemeinschafts- und Jugendsozialdienste
- Zentralstelle für Recht und Schutz der Kriegsdienstverweigerer aus Gewissensgründen

## Mitglieder
- Aktion Sühnezeichen Friedensdienste (ASF) Berlin
- Aktionsgemeinschaft Friedenswoche Minden
- Arbeitsgemeinschaft Frieden (AGF) Trier
- Referat „Ökumene/Gesellschaftliche Verantwortung“, Evangelische Kirchen in Mitteldeutschland
- Arbeitsstelle Frieden und Umwelt der Evangelischen Kirche der Pfalz Speyer
- Arbeitsstelle kokon der Evangelisch-Lutherischen Kirche Bayern
- Bildungs- und Begegnungsstätte für Gewaltfreie Aktion (Kurve Wustrow)
- Brethren Service Genf
- Christliches Initiativ- und Studienzentrum Dortmund (CIS)
- Church and Peace
- Dokumentationsstätte zu Kriegsgeschehen und über Friedensarbeit (Antikriegshaus) Sievershausen
- EIRENE Internationaler Christlicher Friedensdienst
- Evangelische Landeskirche Baden Arbeitsstelle Frieden im Amt für Jugendarbeit
- Förderkreis Sozialer Friedensdienst zur Völkerverständigung mit Osteuropa (SFDzV), Dortmund
- Forschungsstätte der Evangelischen Studiengemeinschaft (FEST), Heidelberg
- Fränkisches Bildungswerk für Friedensarbeit (FBF), Nürnberg
- Friedensbibliothek / Antikriegsmuseum der Evangelischen Kirche in Berlin-Brandenburg
- Friedensbildungswerk Köln
- Friedensinitiative Westpfalz (FIW), Kaiserslautern
- Friedenskreis Halle
- Friedenswerkstatt Mutlangen
- Friedenszentrum Martin-Niemöller-Haus Berlin
- gewaltfrei handeln, Diemelstadt-Wethen
- INKOTA-netzwerk, Berlin
- ICJA Freiwilligenaustausch weltweit
- Internationaler Diakonischer Jugendeinsatz der Ev.-Method. Kirche Hamburg
- Internationales Bildungs- und Begegnungswerk Dortmund
- Mennonite Voluntary Service/Christliche Dienste (MVS), Bammental
- NETZ Partnerschaft für Entwicklung und Gerechtigkeit, Wetzlar
- Ökumenisches Informationszentrum für Frieden, Gerechtigkeit, Bewahrung der Schöpfung, In- und AusländerInnenarbeit Dresden
- Ohne Rüstung Leben (ORL), Stuttgart
- Peace Brigades International (PBI) Int. Friedensbrigaden – Dt. Zweig, Hamburg
- Internationaler Versöhnungsbund Deutscher Zweig
- Weltfriedensdienst (WFD), Berlin
- Werkstatt für gewaltfreie Aktion Baden Gewaltfrei leben lernen, Freiburg
- Youth Action for Peace – Christlicher Friedensdienst (yap-cfd), Frankfurt/M.